# Sakkola
Sakkola (ryska: Gromovo) var en kommun i Keksholms härad i Viborgs län.
Ytan var 398,6 km² och kommunen beboddes av 6.128 människor med en befolkningstäthet av 15,4 km² (1908-12-31).
Sakkola var enspråkigt finskt och blev del av Sovjetunionen efter andra världskriget.